# Histiogamphelus briggsii
Histiogamphelus briggsii es una especie de pez de la familia Syngnathidae en el orden de los Syngnathiformes.

## Reproducción
Es ovovivíparo y el macho transporta los huevos en una bolsa ventral, la cual se encuentra debajo de la cola.

## Hábitat
Es un pez de clima subtropical y asociado a los arrecifes de coral que vive entre 30-20 m de profundidad.

## Distribución geográfica
Se encuentra al sur de Australia: desde Australia Meridional hasta Nueva Gales del Sur y Tasmania.